# Gioviano
(Ammiano Marcellino, Rerum gestarum libri, XXV, 9, 7)
Flavio Claudio Gioviano (latino: Flavius Claudius Iovianus; Singidunum, 331 – Dadastana, 17 febbraio 364) è stato un imperatore romano dal giugno 363 fino alla sua morte.

## Biografia
Figlio del comes domesticorum Varroniano, Gioviano divenne comandante dei protectores domestici (primicerius) dell'esercito di Giuliano, dopo le dimissioni del padre. Il 26 giugno 363, l'imperatore Giuliano rimase ucciso in seguito alle ferite riportate in una battaglia contro i Sasanidi. Gioviano, che "godeva di una modesta fama per i meriti paterni", venne eletto (avventatamente a parere di Ammiano Marcellino) imperatore da un consiglio di comandanti dell'esercito e delle legioni, dopo che la scelta era inizialmente ricaduta su Salustio, prefetto del pretorio d'Oriente, di maggiore esperienza, ma che rifiutò l'investitura adducendo motivi di salute e vecchiaia.
Una volta ottenuto il potere, Gioviano, consapevole della sua inesperienza militare,  concluse con l'impero persiano una pace svantaggiosa per Roma, abbandonando i territori conquistati da Galerio in Mesopotamia nel 297, comprese le fortezze di Singara e Nisibi (più altri 15 castelli), e lasciando di fatto l'Armenia sotto il controllo dell'Impero persiano, il quale poté insediarvi un sovrano vassallo. Tale scelta fu aspramente criticata dallo storico del tempo Ammiano Marcellino che definì tale accordo "vergognosissimo" e "ignobile", a cui sarebbe stato preferibile "affrontare dieci battaglie".
Favorevole ai cristiani, di cui condivideva il culto, al suo arrivo in città, Gioviano ricevette una lettera dal Sinodo di Antiochia, che implorava la restaurazione di Melezio come vescovo. Nel settembre 363, restaurò il labarum ("Chi-Rho") come stendardo dell'esercito, ma non chiuse alcun tempio pagano. 
Abrogò i decreti del suo predecessore contrari alla chiesa cristiana, pur mantenendo una politica di tolleranza verso tutte le religioni, attirandosi l'odio e il sospetto dello stesso Ammiano (pagano, noto per l'appoggio dato a Giuliano), che lo definisce un debole, succube del Cristianesimo e incapace politicamente (a motivo della sua età giovane e della mancanza di esperienza).
Gioviano morì il 17 febbraio 364, dopo soli otto mesi di regno, probabilmente avvelenato casualmente dalle esalazioni di un braciere che teneva nella sua stanza a Dadastana in Bitinia mentre tornava con l'esercito dalla disastrosa spedizione militare contro l'Impero persiano; tra l'altro Ammiano Marcellino riporta  che l'opinione prevalente era che l'imperatore fosse morto per indigestione. Dopo la morte fu divinizzato.
Fu probabilmente sepolto dal suo successore, l'imperatore Valentiniano I nel complesso della chiesa dei Santi Apostoli a Costantinopoli, dove erano sepolti tutti gli imperatori da Costantino in poi; nel X secolo si trovava nella Stoà settentrionale del complesso.

## Riferimenti culturali
Il Romanzo di Giuliano, un'opera agiografica cristiana della metà del VII di area siriaca, raffigura Gioviano in maniera estremamente positiva, esaltandone la figura in contrapposizione a quella di Giuliano.